# ГЕС Çamlıca 1
ГЕС Çamlıca 1 — гідроелектростанція на півдні Туреччини. Знаходячись між ГЕС STS-1 (11 МВт, вище за течією) та ГЕС Çamlıca 2 (18 МВт), входить до складу каскаду на річці Заманли, правому витоку Сейхан, яка протікає через Адану та впадає до Середземного моря.
В межах проекту річку перекрили бетонною греблею, яка відводить ресурс у розташовані на правобережжі три басейни для видалення осаду розмірами по 90х7,5 метра. З них вода потрапляє до дериваційного тунелю довжиною 10,5 км та діаметром 3,6 метра, котрий переходить у напірний водовід довжиною 0,8 км зі спадаючим діаметром від 3,25 до 2,75 метра. В системі також працює запобіжний балансувальний резервуар з діаметром від 12,5 до 22 метрів та об'ємом 2000 м3
У наземному машинному залі встановили три турбіни типу Френсіс потужністю по 28 МВт, які при чистому напорі у 295 метрів повинні забезпечувати виробництво 429 млн кВт-год електроенергії на рік.
Видача продукції відбувається по ЛЕП, розрахованій на роботу під напругою 154 кВ.